# Malakologie
Malakologie je nauka o měkkýších.

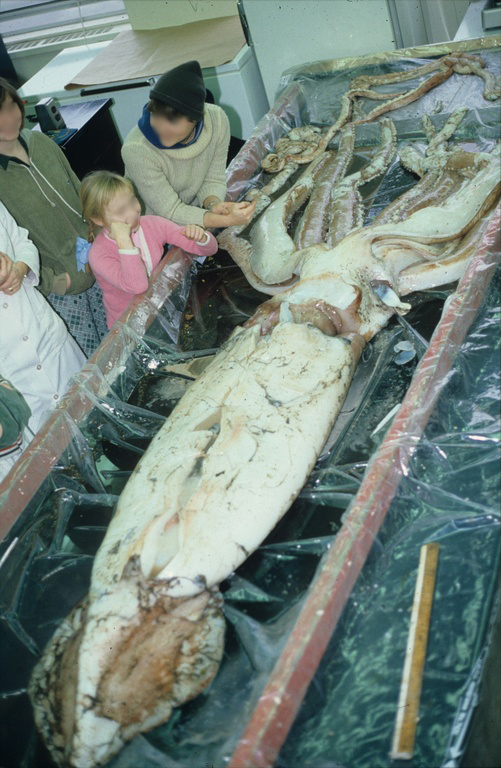
Teuthologie, část malakologie zaměřená pouze na hlavonožce

Část malakologie zaměřená pouze na schránky měkkýšů je konchologie. Část zaměřená pouze na hlavonožce je teuthologie (anglicky teuthology).
Malakologický výzkum zahrnuje také obory jako je taxonomie, ekologie a evoluční biologie.
Aplikovaná malakologie je zaměřena na medicínské a veterinární využití neboť měkkýši mohou přenášet různé nemoci, např. schitosomiázu. Aplikovaná malakologie v zemědělství se zaměřuje na ochranu před škodlivými plži a méně také chov měkkýšů jako potravy (chov ústřic, helikultura – chov hlemýždů).
Zachovalé schránky měkkýšů umožňují širší využití malakologie v archeologii k porozumění vývoje klimatu, vývoje oblasti v minulosti a využití lokality v minulosti. Výskyt fosilních, subfosilních i živých měkkýšů je využíván také v ochraně přírody.

## Malakologové
Zoologové zajímající se o malakologii se nazývají malakologové.
- Jean Baptiste Louis d'Audibert de Férussac (1745–1815)
- André Étienne Justin Pascal Joseph François d'Audebert de Férussac (1786–1836)
- Johann Christoph Albers (1795–1857)
- Hermann Eduard Anton (1794–1872)
- Ludwig Heinrich Bojanus (1776–1827)
- Joachim Friedrich Bolten (1718–1796)
- Carl Chun (1852–1914)
- Stephan Clessin (1833–1911)
- Wilhelm Dunker (1809–1885)
- Georg von Frauenfeld (1807–1873)
- Siegfried Jaeckel (1892–1970)
- Wilhelm Kobelt (1840–1916)[1]
- Karl Emil Lischke (1813–1886)
- Jules François Mabille
- Hermann von Maltzan (1843–1891)
- Eduard von Martens (1831–1904)
- Friedrich Paetel (1812–1888)
- Ludwig Georg Karl Pfeiffer (1805–1877)
- Rudolph Amandus Philippi (1808–1904)
- Hermann Rolle
- Peter Friedrich Röding (1767–1846)
- Heinrich Simroth (1851–1917)
- Johannes Thiele (1860–1935)
- Wilhelm Wenz (1886–1945)
- Siegfried Jaeckel (1892–1970)

### Malokologové z České republiky
Seznam českých malakologů
- Vojen Ložek (1925–2020)
- Lucie Juřičková (1967–dosud)
- Ondřej Korábek
- Michal Horsák
- Luboš Beran
- Dagmar Říhová
- Jitka Horáčková

## Malakologické společnosti
- American Malacological Union
- Stowarzyszenie Malakologów Polskich
- Société Belge de Malacologie
- Conchologists of America
- Nederlandse Malacologische Vereniging
- Eesti Malakoloogia Ühing
- European Quaternary Malacologists (EQMal)
- Malacologica Bohemoslovaca
- Società Italiana di Malacologia
- Malacological Society of Australasia
- Malacological Society of London
- Western Society of Malacologists

## Periodika
- Basteria
- Fish & Shellfish Immunology
- Folia Malacologica
- Journal of Molluscan Studies
- Malacologica Bohemoslovaca – sborník o měkkýších kontinentální Evropy[3]
- Vita Marina
- Journal of Medical and Applied Malacology